# Mitarbeitervorsorgekasse
Die Mitarbeitervorsorgekasse ist ein neues Abfertigungsmodell für alle in Österreich tätigen Arbeitnehmer, die seit dem 1. Jänner 2003 in ein Beschäftigungsverhältnis eintreten oder eingetreten sind und ist im Betrieblichen Mitarbeiter- und Selbständigenvorsorgegesetz geregelt. Für Arbeitsverhältnisse, die vor diesem Zeitpunkt begonnen haben, gilt das alte Abfertigungsrecht weiter. Die Arbeitnehmer können vom alten in das neue System umsteigen, wenngleich das alte System in den meisten Fällen günstiger erscheint. In Deutschland ist statt „Abfertigung“ der Begriff „Abfindung“ üblich.

## Betriebliche Mitarbeiter- und Selbständigenvorsorge
Das zugehörige Betriebliche Mitarbeitervorsorgegesetz (BMVG) trat am 1. Juli 2002 in Kraft. Grundlegend dabei ist die Auslagerung der bisherigen Abfertigungsverpflichtung des Arbeitgebers auf rechtlich selbstständige Mitarbeitervorsorgekassen. Zu diesem Zweck wurden von verschiedenen Banken, Versicherungen und Unternehmen wie Siemens-Österreich eigene Vorsorgekassen gegründet. Mit 1. Jänner 2008 wurden auch Selbständige und freiberuflich Selbständige von diesem Gesetz erfasst und in „Betriebliches Mitarbeiter- und Selbständigenvorsorgegesetz“ (BMSVG) umbenannt. Zum Stand Jänner 2017 gibt es acht solcher betrieblicher Vorsorgekassen in Österreich, unter denen der Arbeitgeber bzw. der Selbständige auswählen kann. Die Auswahl und der Vertrag mit der Betrieblichen Vorsorgekasse obliegt dem Arbeitgeber im Einvernehmen mit dem Betriebsrat bzw. den Mitarbeitern bzw. dem Selbständigen.
Im ersten Monat eines Dienstverhältnisses wird keine Einzahlung vom Dienstgeber vorgenommen, die Beitragspflicht trifft den Arbeitgeber ab Beginn des zweiten Monats. Die Beitragshöhe beträgt für jeden Arbeitnehmer vom Arbeitgeber 1,53 % seines Brutto-Entgelts (Lohn oder Gehalt) bzw. bei Selbständigen 1,53 % der Bemessungsgrundlage für die Krankenversicherung. Die betriebliche Vorsorgekasse garantiert die Erhaltung der eingezahlten Bruttobeiträge und legt dieses Kapital an. Je nach Auswahl einer der verschiedenen Kassen kann daher die Performance (unterschiedliche Ausschüttungen) variieren (z. B. −0,2 % bis 1,73 % Nettorendite bis zum 1. Jänner 2008).
Die Leistung aus der betrieblichen Vorsorgekasse steht zu, wenn der Mitarbeiter aus dem Unternehmen ausscheidet und dabei zwei Bedingungen erfüllt: Er muss drei Beitragsjahre in Betriebliche Vorsorgekassen vorweisen und das Dienstverhältnis muss einvernehmlich oder durch Kündigung Arbeitgeber enden. Beim Selbständigen besteht ein Anspruch auf Auszahlung bei Vorliegen von drei Beitragsjahren zwei Jahre nach der Beendigung der selbständigen Tätigkeit. Jedenfalls besteht ein Auszahlungsanspruch bei Pensionsantritt, im Todesfall und bei Vorliegen von fünf beitragsfreien Jahren.
Die Dienstnehmer und Selbständigen werden einmal pro Jahr schriftlich über die Entwicklung des Kontostandes informiert und erhalten im Fall eines Auszahlungsanspruches von jeder zuständigen betrieblichen Vorsorgekasse automatisch ein Informationsschreiben.

## Übersicht aller Kassen
Laut Wirtschaftskammer Österreich gibt es derzeit acht betriebliche Vorsorgekassen:
| Name | Kassenleitzahl | Website           | Online-Serviceportal           |
| --- | -------------- | ----------------- | ------------------------------ |
| Allianz Vorsorgekasse AG | 71500          | allianzvk.at      | allianzvorsorge.at             |
| APK Vorsorgekasse AG (1990 als erste Abfertigungspensionskasse Österreichs gegründet)                                                         | 71100          | apk-vk.at         | kontostand.at                  |
| BONUS Vorsorgekasse AG | 71200          | bonusvorsorge.at/ | vk-portal.bonusvorsorge.at     |
| BUAK Betriebliche Vorsorgekasse GesmbH (Bauarbeiter-Urlaubs- und Abfertigungskasse, gemäß Bauarbeiter-Urlaubs- und Abfertigungsgesetz (BUAG)) | 71900          | buak-bvk.at       | portal.buak.at                 |
| fair-finance Vorsorgekasse AG | 71150          | fair-finance.at   | www.online-fair-finance.at     |
| Niederösterreichische Vorsorgekasse AG | 71700          | noevk.at          | onlinekonto.noevk.at           |
| Valida Plus AG | 71300          | valida.at         | vorsorgeportal.valida.at       |
| VBV – Vorsorgekasse AG | 71600          | vorsorgekasse.at  | kontaktcenter vorsorgekasse.at |

### Ehemalige Vorsorgekassen
- Die Siemens Mitarbeitervorsorgekasse AG wurde Ende 2012 an die Valida Holding AG verkauft.[5]
- Die Die Shell Austria Pensionskasse AG hat ihre Geschäfte Anfang 2013 an die Valida Holding AG übergeben und wurde aufgelöst.[5]
- Die Victoria-Volksbanken Vorsorgekasse AG wurde 2015 an die Bonus Vorsorgekasse AG verkauft.[6]